# Occasjapyx carltoni
Occasjapyx carltoni är en urinsektsart som beskrevs av Allen 1988. Occasjapyx carltoni ingår i släktet Occasjapyx och familjen Japygidae. Inga underarter finns listade i Catalogue of Life.